# Federazione della Libertà
Federazione della Libertà, ufficialmente Federazione della Libertà (IDeA-Popolo e Libertà, PLI), è stato un gruppo parlamentare italiano della XVII Legislatura, costituitosi al Senato della Repubblica il 18 maggio 2017, da una unione di alcuni esponenti del partito Identità e Azione di Gaetano Quagliariello con il Partito Liberale Italiano.

## Storia
Nasce quale gruppo di centro-destra in opposizione al Governo Gentiloni. Suo presidente è stato il senatore Gaetano Quagliariello.

### Composizione al Senato della Repubblica (XVII Legislature)
| Senatore              | Partito | Partito                   | Data di adesione | Gruppo di provenienza                           | Altro          |
| --------------------- | ------- | ------------------------- | ---------------- | ----------------------------------------------- | -------------- |
| Gaetano Quagliariello |         | IDeA                      | 25/05/2017       | Grandi Autonomie e Libertà                      | Capogruppo     |
| Anna Cinzia Bonfrisco |         | Partito Liberale Italiano | 25/05/2017       | Gruppo misto - Non iscritti                     | Vicepresidente |
| Serenella Fucksia     |         | Indipendente              | 25/05/2017       | Gruppo misto - Non iscritti                     | Vicepresidente |
| Michelino Davico      |         | Indipendente              | 25/05/2017       | Grandi Autonomie e Libertà                      | Tesoriere      |
| Luigi Compagna        |         | IDeA                      | 25/05/2017       | Grandi Autonomie e Libertà                      |                |
| Carlo Giovanardi      |         | IDeA                      | 25/05/2017       | Grandi Autonomie e Libertà                      |                |
| Andrea Augello        |         | IDeA                      | 25/05/2017       | Grandi Autonomie e Libertà                      |                |
| Francesco Aracri      |         | Forza Italia              | 25/05/2017       | Forza Italia (2013)                             |                |
| Giovanni Bilardi      |         | Indipendente              | 25/05/2017       | Alternativa Popolare-Centristi per l'Europa-NCD |                |
| Ulisse Di Giacomo     |         | Indipendente              | 25/05/2017       | Alternativa Popolare-Centristi per l'Europa-NCD |                |